# 톱크래프트
톱크래프트(Topcraft Co., Ltd., 일본어: 株式会社 トップクラフト, Kabushiki-gaisha Toppukurafuto, "Top Craft")는 1972년 2월 1일에 전 도에이 애니메이션 프로듀서인 하라 도루가 설립한 애니메이션 스튜디오로, 일본 도쿄에 있다. 바람계곡의 나우시카 제작과 랜킨/베이스 프로덕션(Rankin/Bass Productions, 미국 뉴욕)의 손으로 그린 애니메이션 타이틀의 애니메이션 제작으로 유명했다. 이 스튜디오는 파산했고 1985년 6월 15일에 해산되어 본질적으로 스튜디오를 반으로 나누었다. 미야자키 하야오, 스즈키 토시오, 다카하타 이사오가 자산을 인수하여 스튜디오 지브리를 설립했다. 톱크래프트의 설립자인 하라 도루는 스튜디오 지브리의 첫 번째 매니저가 되었다. 톱크래프트의 애니메이터는 나중에 퍼시픽 애니메이션 코퍼레이션(Pacific Animation Corporation)이라는 또 다른 스튜디오를 결성하여 썬더캐츠(ThunderCats) 및 실버호크스(Silverhawks)와 같은 TV 프로그램에서 랜킨/베이스와 계속 작업했지만 결국 퍼시픽 애니메이션이 월트 디즈니 컴퍼니에 매각되어 월트 디즈니 애니메이션 재팬이 된 후 지브리에 합류했다. 츠구유키 쿠보와 같은 일부 애니메이터는 피에로와 같은 다른 스튜디오에서 일하면서 나루토와 블리치를 작업했다. 하라 도루는 2021년 12월 14일 향년 85세로 사망했다.

## 작품

### 제작
- 바바파파
- 바람계곡의 나우시카 (영화)

### 공동 제작
- 타임 보칸
- 이상한 나라의 폴

### 랜킨/베이스와의 파트너십을 통한 협업
- 마지막 유니콘

### 기여 작품
- 마징가 Z
- 독수리 오형제
- 꿀벌 마야
- 개구장이 조디
- 마법의 요정 페르샤
- 명탐정 번개
- 은하순찰대
- 개구쟁이 스머프 (1981년 애니메이션)